# Denis Morin
Denis Morin est un ancien pilote automobile français, né le 6 septembre 1956 à Elbeuf.

## Carrière de pilote de course
Denis Morin commence sa carrière internationale en Championnat de France de Formule Renault, où il termine neuvième du championnat en 1978 sur un Martini Mk24. Cette année-là, le vainqueur au général est Philippe Alliot devant Joël Gouhier.
L'année suivante, Denis Morin termine encore la saison à la neuvième position. Cette fois-ci, c’est l’autre pilote normand, le Falaisien Alain Ferté, qui remporte le championnat devant Gouhier.
En 1980, Morin devient enfin champion de France de Formule Renault.
En 1981, il passe en Formule 3 et participe au Championnat d’Europe ainsi qu’à certaines courses du Championnat d'Allemagne.
En 1984, il termine cinquième du Championnat de France de Formule 3, remporté par Olivier Grouillard.
Parallèlement à la Formule Renault, Denis Morin a également participé à des courses de voitures de sport. En 1979, il fait ses débuts aux 24 Heures du Mans. Il y participera finalement huit fois jusqu'en 1994. Son meilleur résultat au classement final au Championnat du Monde P79/80 est une 13e place en 1981, remporté par le Welter Racing. Les coéquipiers de Morin au sein de l'équipe étaient Xavier Mathiot et Charles Mendez. Son meilleur classement en championnat du monde des voitures de sport est une 6e place de la course de 480 km à Dijon en 1989.

## Résultats aux 24 Heures du Mans
| Année | Équipe                                | Voiture           | Coéquipier            | Coéquipier           | Classement  | Cause d’abandon |
| ----- | ------------------------------------- | ----------------- | --------------------- | -------------------- | ----------- | --------------- |
| 1979  | WM A.E.R.E.M.                         | WM P79            | Roger Dorchy          |                      | Abandon     | Accident        |
| 1980  | WM Esso                               | WM P79/80         | Jean-Louis Bousquet   | Serge Saulnier       | Abandon     | Accident        |
| 1981  | WM A.E.R.E.M                          | WM P79/80         | Xavier Mathiot        | Charles Mendez       | 13e         |                 |
| 1982  | États-Unis North American Racing Team | Ferrari 512 BB    | Preston Henn          | Randy Lanier         | Abandon     | Panne d’essence |
| 1990  | Pierre-Alain Lombardi                 | Spice SE86C       | Pierre-Alain Lombardi | Ferdinand de Lesseps | Abandon     | Accident        |
| 1992  | Courage Compétition                   | Cougar C28LM      | Tomás Saldaña         | Jean-François Yvon   | Abandon     | Panne de moteur |
| 1993  | Team Guy Chotard                      | Porsche 962C      | Didier Caradec        | Alain Sturm          | 14e         |                 |
| 1994  | Rent a Car Racing Team                | Dodge Viper R/T10 | François Migault      | Philippe Gache       | Non classés |                 |